# Klaudia Grzelak
Klaudia Grzelak (ur. 12 lutego 1996) – polska siatkarka, grająca na pozycji przyjmującej, młodzieżowa reprezentantka kraju. Zdobywczyni złotego medalu na mistrzostwach Europy kadetek w 2013 roku. W sezonie 2014/2015 występowała w barwach debiutującego w ORLEN Lidze KSZO Ostrowiec Świętokrzyski. Grając w KSZO otrzymała powołanie do kadry juniorek na turniej kwalifikacyjny do mistrzostw świata U-20.

## Sukcesy klubowe
Mistrzostwa Polski Młodziczek:
- 2010

Mistrzostwo Europy Kadetek 2013

## Sukcesy reprezentacyjne
Mistrzostwa Europy Wschodniej EEVZA:
- 2012

Mistrzostwa Europy Kadetek:
- 2013